# Movistar Open 2001 - Qualificazioni doppio
Le qualificazioni del doppio  del Movistar Open 2001 sono state un torneo di tennis preliminare per accedere alla fase finale della manifestazione. I vincitori dell'ultimo turno sono entrati di diritto nel tabellone principale. In caso di ritiro di uno o più giocatori aventi diritto a questi sono subentrati i lucky loser, ossia i giocatori che hanno perso nell'ultimo turno ma che avevano una classifica più alta rispetto agli altri partecipanti che avevano comunque perso nel turno finale.
Le qualificazioni del doppio del torneo Movistar Open 2001 prevedevano 4 coppie partecipanti di cui una è entrata nel tabellone principale.

## Teste di serie
1. Hugo Armando /  Francisco Cabello (primo turno)

1. Patricio Arquez /  Tommy Robredo (primo turno)

## Tabellone

### Legenda
| - Q = Qualificato - WC = Wild card - LL = Lucky loser | - ALT = Alternate - SE = Special Exempt - PR = Protected Ranking | - w/o = Walkover - r = Ritirato - d = Squalificato |

|  | Primo turno | Primo turno                         | Primo turno                   | Primo turno | Primo turno |  |  | Ultimo turno                        | Ultimo turno                        | Ultimo turno                        | Ultimo turno | Ultimo turno |  |
|  |             |                                     |                               |             |             |  |  |                                     |                                     |                                     |              |              |  |
|  |             | Nicolas Coutelot Arnaud Di Pasquale | 3                             | 7           | 6           |  |  |                                     |                                     |                                     |              |              |  |
|  | 1           | Hugo Armando Francisco Cabello      | 6                             | 6           | 3           |  |  | Nicolas Coutelot Arnaud Di Pasquale | Nicolas Coutelot Arnaud Di Pasquale | Nicolas Coutelot Arnaud Di Pasquale | 4            | 1            |  |
|  |             | Guillermo Cañas Luis Lobo           | Guillermo Cañas Luis Lobo     | 6           | 6           |  |  | Guillermo Cañas Luis Lobo           | Guillermo Cañas Luis Lobo           | Guillermo Cañas Luis Lobo           | 6            | 6            |  |
|  | 2           | Patricio Arquez Tommy Robredo       | Patricio Arquez Tommy Robredo | 3           | 3           |  |  |                                     |                                     |                                     |              |              |  |